# Look What You've Done
"Look What You've Done" é uma canção da banda australiana de rock Jet, contida em seu primeiro álbum de estúdio, Get Born.
Lançada como terceiro single do álbum em 2004 (e em 2005, nos Estados Unidos), "Look What You've Done" é o single de melhor posição da banda em sua terra natal, onde atingiu a 14ª posição da ARIA Charts. Nos Estados Unidos, o single recebeu disco de ouro pelas suas vendas.  Ademais, a música, em 2007, foi eleita pela Australasian Performing Right Association como o "trabalho australiano mais tocado ultramar".

## Lista de faixas
CD E7527CD
1. Look What You've Done
2. Bruises

DVD E7527DVD
1. Look What You've Done (áudio)
2. Back Door Santa (àudio)
3. Look What You've Done (videoclipe)
4. Get What You Need (ao vivo do The Astoria Theatre, Londres) (vídeo)
5. Filmagem dos bastidores (vídeo)

12" E7257T
- Lado A

1. Look What You've Done

- Lado B

1. Bruises
2. Are You Gonna Be My Girl (acústica)